# Хехцір
Хехці́р (рос. Хехцир) — селище у складі Хабаровського району Хабаровського краю, Росія. Входить до складу Корфовського міського поселення.

## Населення
Населення — 89 осіб (2010; 116 у 2002).
Національний склад (станом на 2002 рік):
- росіяни — 90 %